# Antoni Żelazko
Antoni Żelazko (ur. 1781 w Rybniku, zm. 1861 tamże) – burmistrz Rybnika w latach 1809–1837. Funkcję tę pełnił przez 28 lat, czyli cztery kadencje.
Jest zaliczany do jednych z najlepszych burmistrzów Rybnika. Był inicjatorem budowy nowego ratusza (oddany do użytku w 1822) oraz kaplicy św. Antoniego (rozebrana w 1907). W okresie jego rządów Rybnik został miastem powiatowym.